# 베스타 (우주선)
베스타는 USSR이 1992년,94년, 96년 중 발사하려다가 USSR이 붕괴되어 취소된 소행성 탐사선이다. 탐사선의 디자인 및 형태는 베가 계획을 기초로 하였으며, 목적은 혜성과 소행성의 구성을 알아내는 것이며, 열기구 하나와 랜더 하나, 그리고 충돌선 하나로 구성되었다. 특이사항은 5 아스트라이아, 53 칼립소, 187 람버타, 453 테아, 엥케 혜성 등의 12개의 후보 중 5개를 스윙바이 하여 탐사하는 것이다.

## 역사와 제작배경
Roscomos는 탐사선의 디자인 및 형태는 베가 계획을 기초로 하여 설계되었다. 이후 CNES와 계약을 맺으며 프랑스는 랜더를, 러시아는 로버와 열기구를 만드는 계획이 확정되었다. 6개월 뒤 화성과 금성을 스윙바이 하여 5 아스트라이아, 53 칼립소, 187 람버타, 453 테아, 엥케 혜성 등에서 목표 5개를 선출하여 통과하는 계획을 USSR에 제출했다. 그렇지만 다른 임무 때문에 개발이 지연되었다. 그럼에도 불구하고 중간 개발 단계에 도달하였으나, USSR의 붕괴로 취소되었다. 후에, 베스타가 취소되어 대체 계획으로 2011년 포보스 그룬트가 발사되었으나 남태평양에 추락했다.

## 지원, 개발, 투자
- Roscomos
- IKI